# 菲律賓戰役 (1944年至1945年)
1944年至1945年的菲律賓戰役是在美国麥克阿瑟將軍率領的盟軍反擊日軍的一系列戰役。

## 雷伊泰島戰役
菲律賓、美國及澳大利亞軍隊在道格拉斯·麥克阿瑟將軍領導下，於1944年10月17日至12月31日進攻位於菲律賓中部雷伊泰島之戰役，以消滅由日軍山下奉文大將指揮的日本軍隊，此戰役為解放整個菲律賓群島及結束日本在菲律賓3年多之統治拉開序幕。

### 雷伊泰灣海戰

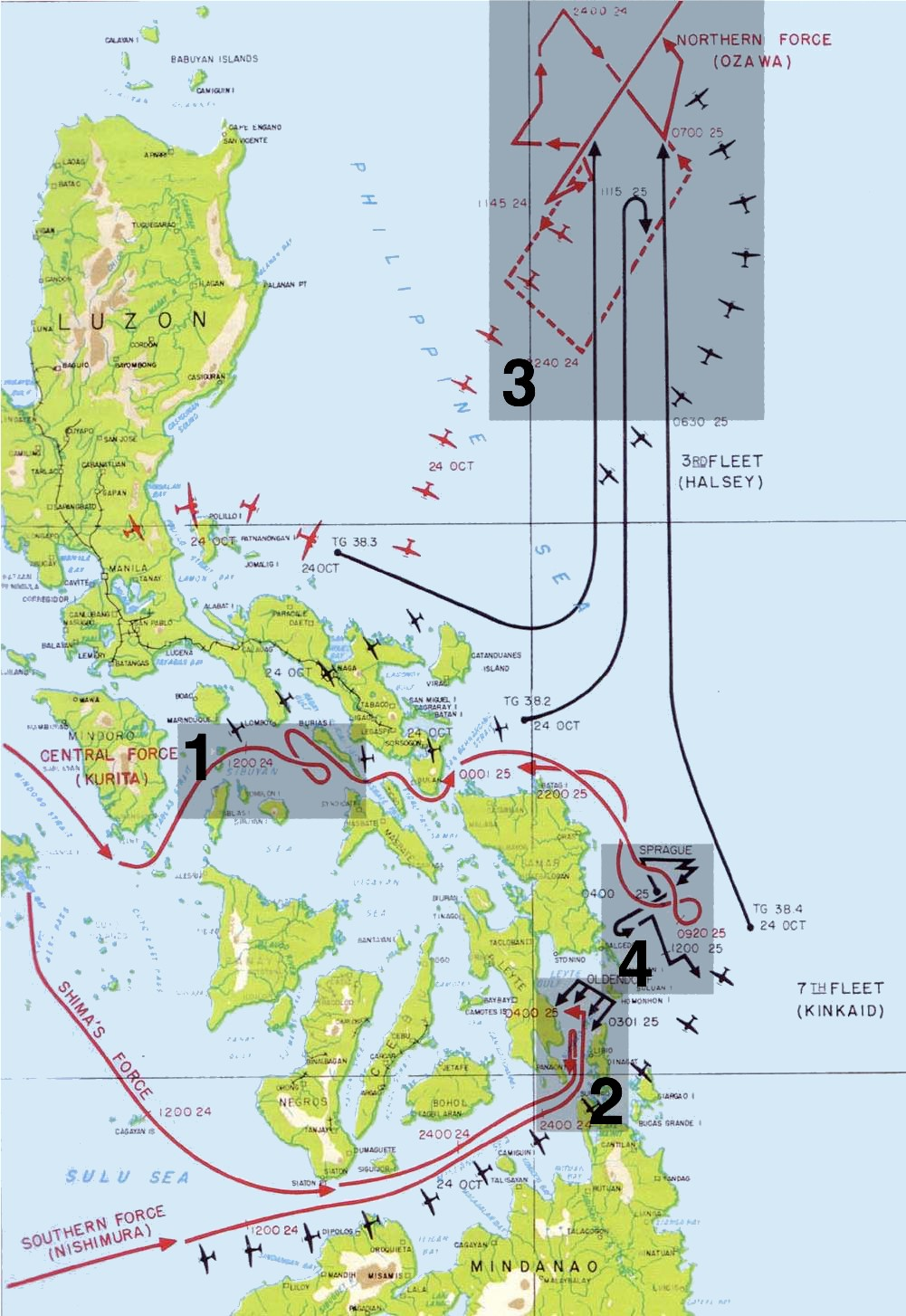
雷伊泰灣海戰四戰役圖示

发生在第二次世界大战中太平洋战场上菲律宾雷伊泰島附近的一次海战。有海军历史学者认为莱特湾海战是历史上最大的海战。
海战進行的时间从1944年10月20日至10月26日。在六天之內，日軍與盟軍投入船艦總噸位超過兩百萬噸，參戰武力包括21艘航空母艦、21艘戰艦（主力艦）、170艘驅逐艦與近2,000架軍機。日軍雖居劣勢，在塞班島、馬里亞那群島等戰役皆失利後，若再喪失菲律賓或台灣，其帝國「南線」資源輸送本土的命脈將斷絕，在東南亞與中國、朝鮮、本土的聯繫將被切斷。日本因此決定孤注一擲，企图击退盟军在雷伊泰島的登陆部队，並打敗其海上力量。而盟軍幾經考慮後，放棄攻打台灣而先從菲律賓登陸，並決心以優勢軍力掩護登陸，並一舉擊潰前來支援的日本帝國海軍。
结果如所預料，数量上远居於劣势的大日本帝國海军联合舰队战败。巡洋艦以上重型軍艦13艘被擊沉，日本在菲律賓一帶海基與陸基航空力量被消滅，嚴重打擊了日本全局的實力，从此日本海军在太平洋战争中，不再是一个战略力量。此戰役也為後來美軍成功攻下菲律賓群島、沖繩島等地打下基礎。
由於戰局無望，日本此役第一次有組織地發動神風特攻隊自殺攻擊。10月21日澳大利亚所屬巡洋舰澳大利亚號被重创，似乎顯示特攻有些效果。从10月25日起，日軍开始有組織地對盟軍艦艇进行自杀式攻擊。

## 奧爾莫克灣戰役
日本帝國與美國在1944年11月11日至12月21日於菲律賓的卡莫特斯海一帶爆發的一系列海上及空中戰役，是第二次世界大戰太平洋戰爭中雷伊泰島戰役之一部分，戰役爆發的原因是日本軍隊向在雷伊泰島的守軍增援和補給，而美國軍隊嘗試進行阻截。

## 民都洛島戰役
美軍與日軍於1944年12月13日至12月16日在菲律賓群島北面之民都洛島爆發之民都洛島戰役，美軍希望在此島建立一個基地以支援進攻呂宋島的仁牙因灣戰役。

## 仁牙因灣戰役
在1945年1月9日早上，由傑西·B·奧爾登多夫指揮盟軍艦隊駛向仁牙因灣海岸，美國海軍及澳洲皇家海軍艦隻炮轟日本帝國在仁牙因灣之據點。

## 呂宋島戰役

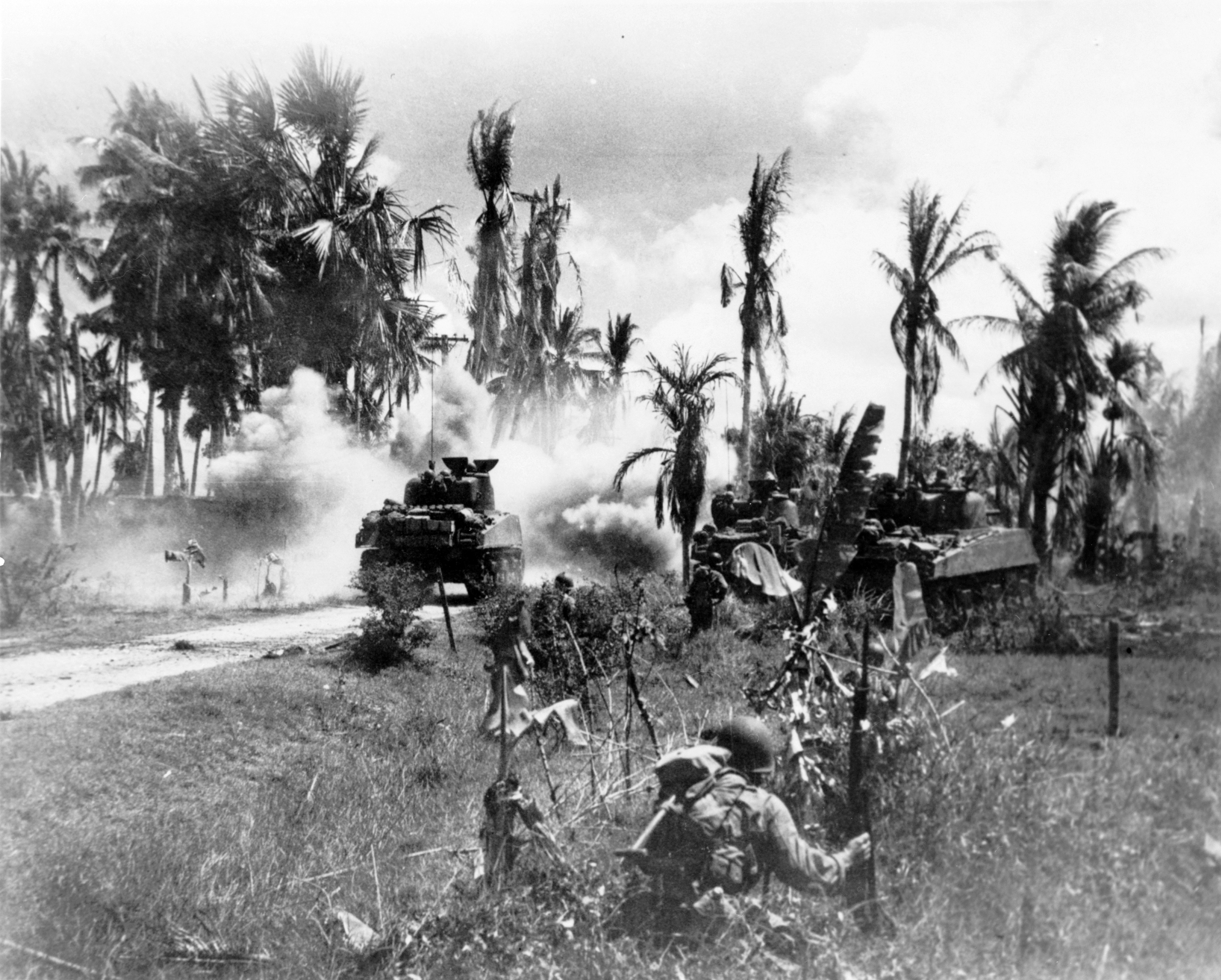
美軍第40步兵師第185步兵團的部隊在進攻班乃島上的日軍陣地時掩護行進的戰車

美國及菲律賓聯軍的登陸戰役，以消滅島上的日本帝國軍隊，戰役結果是美國和菲律賓聯軍獲勝，盟軍在3月份控制了呂宋島上所有戰略及經濟上重要之據點，雖然在包圍圈內的日軍仍持續在山區抵抗至日本無條件投降。

### 卡巴那圖營救
1945年1月30日解救位于菲律賓卡巴那图（甲万那端）的日军战俘营内511名盟军战俘的军事营救行动，参加行动的有美国陆军游骑兵与菲律宾游击队。此次行动是同盟国特种部队的一次经典军事行动。

### 巴丹半島戰役
1945年1月31日至2月8日，美軍及菲律賓游擊隊從日本帝國手中解放菲律賓群島中呂宋島之巴丹半島的巴丹半島戰役，目的是佔領馬尼拉灣之西海岸，以使用馬尼拉之港口設施及開闢供應線以支援進行中的馬尼拉戰役。

### 馬尼拉戰役
在一個月的戰事中，馬尼拉遭到嚴重的破壞，它標誌著日軍對菲律賓3年佔領期結束及道格拉斯·麥克阿瑟上將實現他勝利重返菲律賓的承諾。

### 科雷吉多島戰役
美國攻擊科雷吉多島島上利用原美國遠東軍建立的要塞防守的日軍，以收復該島。

### 碧瑤戰役
它是美國收復呂宋島之最後一場戰役。

## 巴拉望島戰役
美軍與日軍在1945年2月28日至4月22日於菲律賓群島南部巴拉望島爆發的巴拉望島戰役是美軍勝利者1號及2號計畫之延續，亦是美軍解放菲律賓戰役之一部分，美軍希望解放菲律賓南部島嶼、結束日本統治及消滅殘餘之日本守軍。

## 米沙鄢群島戰役
美軍與菲律賓遊擊隊於1945年3月18日至7月30日對日軍發動的勝利1號及勝利2號計畫內的一系列軍事行動，是美國在第二次世界大戰中解放菲律賓行動之一部分，目的是解放米沙鄢群島及消滅防守之日軍。

## 棉蘭老島戰役
美國聯同菲律賓在1945年3月10日至8月15日在菲律賓群島中的棉蘭老島對日軍所發動的勝利者5號計畫軍事行動，也是第二次世界大戰中解放菲律賓的行動之一，目的是從日本守軍手上奪回棉蘭老島。

## 結局
日軍在菲律賓死戰數月，最後仍被盟軍擊敗，從菲律賓全面撤軍，盟軍於1945年4月開始攻向琉球群島，進行「沖繩島戰役」。